# Krzyż z wielkimi emaliami

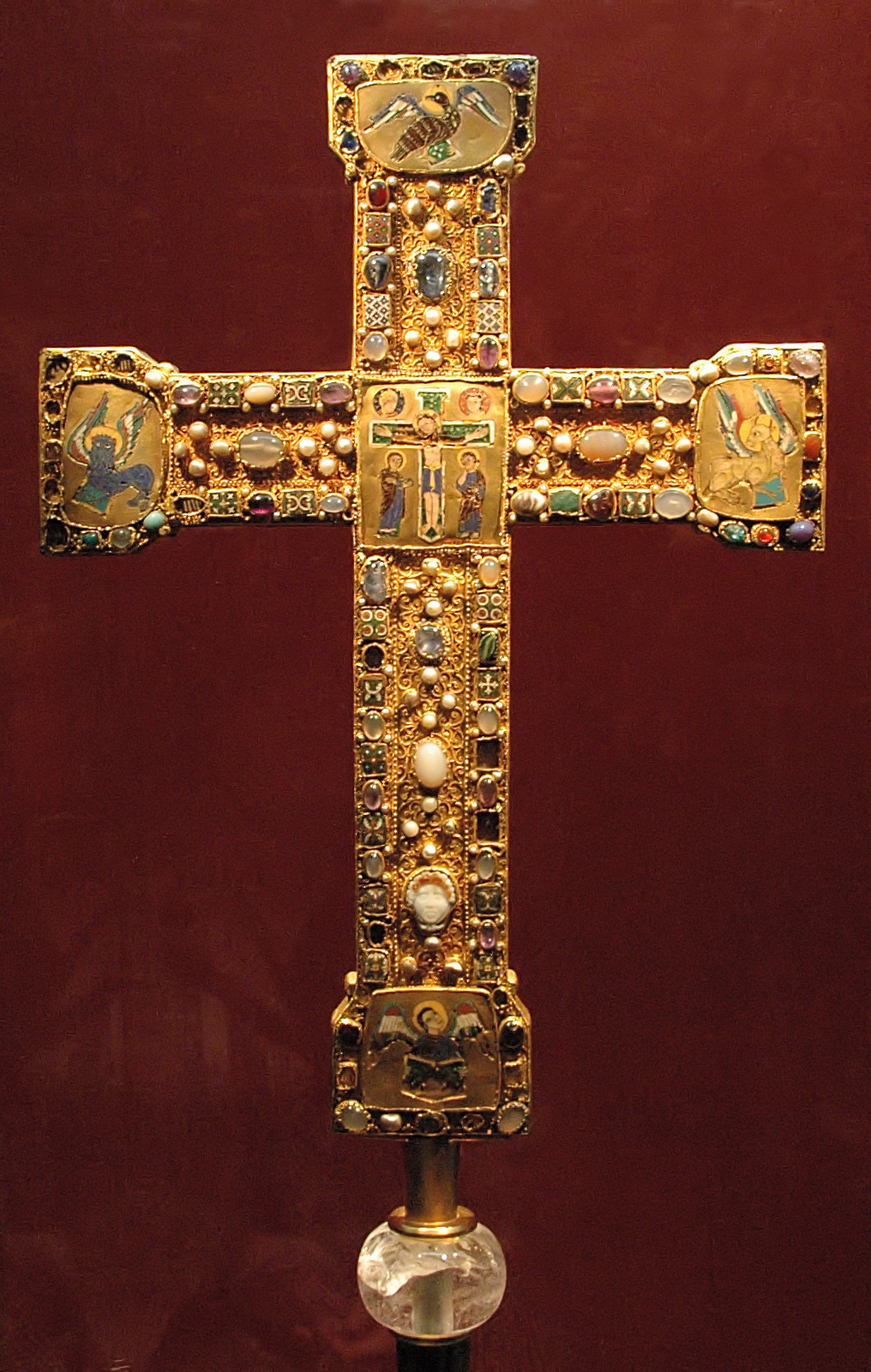
Krzyż z wielkimi emaliami, widok strony przedniej

Krzyż z wielkimi emaliami, Krzyż emaliowany, w literaturze niemieckojęzycznej znany pod roboczą nazwą Kreuz mit den großen Senkschmelzen – krzyż procesyjny, wykonany za czasów przeoratu opatki klasztoru kanoniczek w Essen, Matyldy II (zm. 1011). Swoją nazwę zawdzięcza pięciu dużym plakietkom z emaliowanymi przedstawieniami Grupy Ukrzyżowania (na przecięciu ramion) oraz symboli czterech ewangelistów (na skrajach ramion), które charakteryzują to dzieło spośród podobnych krzyży procesyjnych wykonanych dla opactwa. Datowany jest na około 1000 rok. Prezentowany obecnie jest w skarbcu katedralnym w Essen (Nadrenia Północna-Westfalia, Niemcy). Przykład sztuki przedromańskiej i złotnictwa z czasów Ottonów.

## Wygląd
Krzyż z wielkimi emaliami ma kształt tradycyjnego krzyża łacińskiego, ma 46 cm wysokości i 33,5 cm szerokości. Jego rdzeń wykonany jest z drewna dębowego. Strona przednia rdzenia pokryta jest złotą blachą, odwrocie zaś blachą miedzianą. Powierzchnia strony przedniej jest bogato dekorowana filigranowym ornamentem, kameryzowana, częściowo emaliowana. Obramienie krzyża zdobią niewielkie kamienie szlachetne o szlifie kaboszonowym i plakietki emaliowane ze stylizowanymi motywami roślinnymi. Na osiach ramion znajdują się naprzemianlegle kamienie szlachetne o owalnym szlifie oraz po cztery perły, których ułożenie przypomina kształt rombu. Na przecięciu ramion znajduje się duża, prostokątna plakietka z emaliowanym przedstawieniem Chrystusa na krzyżu, któremu asystują Maria i święty Jan Ewangelista. Ukrzyżowany Chrystus został przedstawiony w ówczesnej konwencji ikonograficznej: ma otwarte oczy, lekko pochyloną twarz, bez uwydatnienia symptomów męki. Wszakże zostały tu delikatnie zamarkowane cztery gwoździe, jednakże układ rąk przypomina gest błogosławieństwa. Powyżej Marii i Jana, ponad ramionami krzyża, umieszczone zostały personifikacje Słońca i Księżyca. Na skrajach ramion znajdują się kolejne plakietki, w formie prostokąta, ze ściętymi narożami od strony wewnętrznej. U góry dłuższego ramienia znajduje się plakietka z orłem, symbolizującym świętego Jana, u dołu zaś plakietka z symbolem świętego Mateusza – aniołem. Po stronie lewej krótszego ramienia przedstawiono jako uskrzydlonego lwa świętego Marka, po prawej zaś Łukasza, którego symbolem jest uskrzydlony wół. Dodatkowym atrybutem wszystkich tych symboli jest księga, przy czym anioł trzyma księgę otwartą. Plakietki emaliowane charakteryzują się szeroką gamą kolorystyczną i delikatnymi płynnymi konturami o złotych tonacjach. Powyżej plakietki z symbolem świętego Mateusza znajduje się duża antyczna kamea – głowa Meduzy, najmłodszej z trzech mitycznych Gorgon. Kamea ta została wykonana z sardonyksu, około połowy I wieku naszej ery. Jedną z cech wyglądu mitycznej Meduzy są węże, które wyrastają z głowy zamiast włosów, w przypadku esseńskiego krzyża stanowi uosobienie pokonanego przez Chrystusa zła. Jest to też odwołanie do fragmentu Psalmu 91, w którym zostało zapisane: Będziesz stąpał po wężach i żmijach, a lwa i smoka będziesz mógł podeptać (Ps. 91, 13).
Odwrocie krzyża jest skromniejsze od strony przedniej. Na miedzianej powierzchni krzyża wykonane są techniką trybowania przedstawienia Drzewa Życia, anioły (na skrajach ramion) oraz symbol Baranka Bożego (na przecięciu ramion).

## Analiza

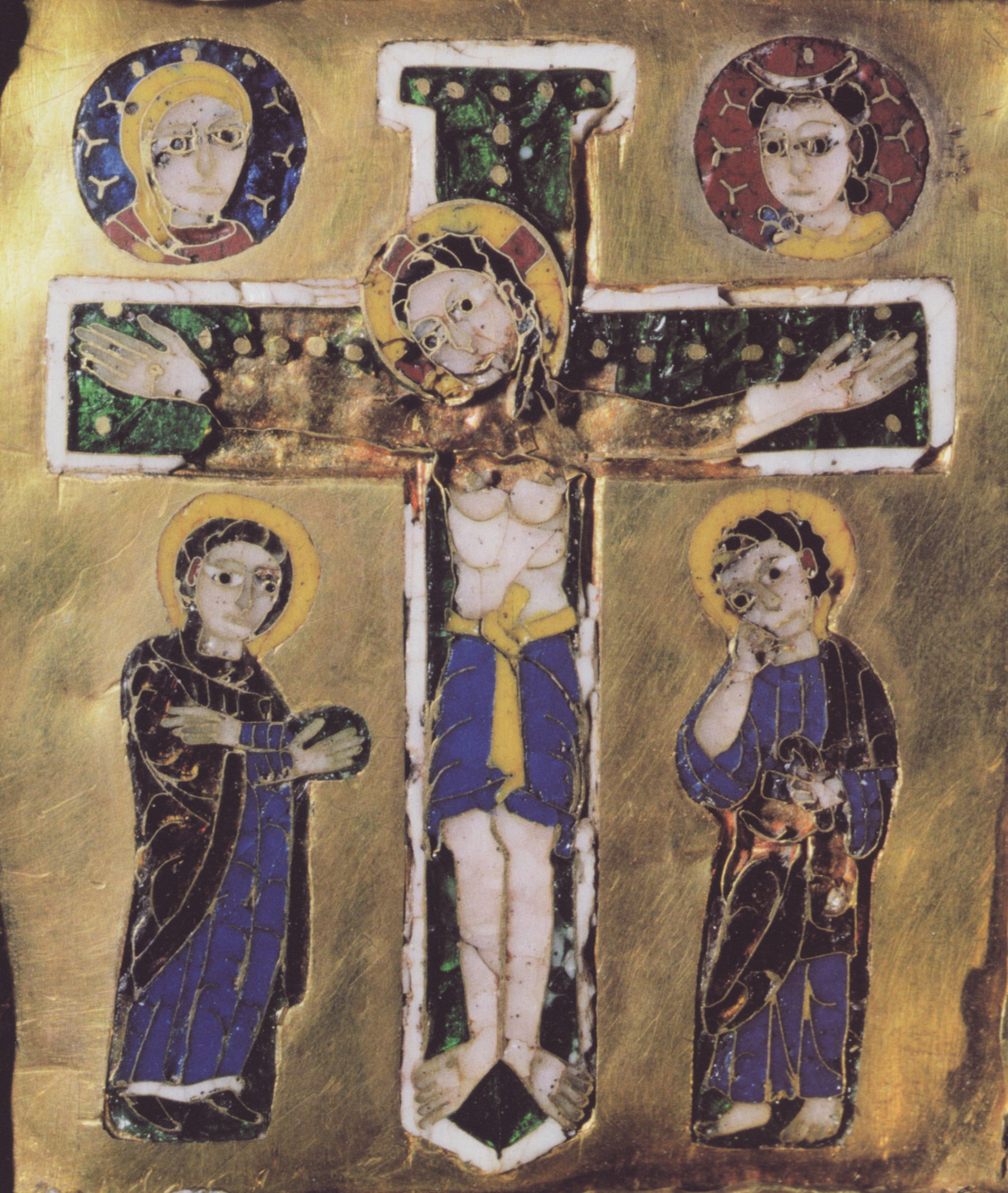
Grupa Ukrzyżowania oraz personifikacje Słońca i Księżyca – plakietka na skrzyżowaniu ramion krzyża z wielkimi emaliami

W ramach badań historyczno-artystycznych krzyż „z wielkimi emaliami” jest datowany konsekwentnie na około rok 1000. Punktem wyjścia do takiej tezy jest m.in. dekoracja obramienia, z emaliami z charakterystycznymi czteropłatkowymi kwiatami, które upowszechniły się na przełomie tysiąclecia. Motyw ten pojawił się także w starszym, podobnym dziele ze zbiorów opactwa w Essen, krzyżu Ottona i Matyldy, datowanym na około rok 982. Cztery duże plakietki emaliowane akcentujące ramiona krzyża stały się podmiotem analiz naukowych ze względu na ich nieregularny kształt, co więcej, stylistyka przedstawień na emaliach przypomina w znacznym stopniu dzieła emalierstwa bizantyjskiego. Stąd też pojawiły się presumpcje o wtórnym użyciu plakietek i dopasowaniu ich do ottońskiego dzieła. Kwestia fundatora krzyża nie została jednogłośnie rozwiązana przez badaczy. W nowszych badaniach wyłoniła się hipoteza iż dzieło to ufundowała Zofia, opatka klasztoru Gandersheim w Dolnej Saksonii, a następnie w Essen. To uprawdopodobnienie oparte jest na formie i stylistyce filigranów zdobiących powierzchnię przedniej strony krzyża. Cechy te znane były w złotnictwie na dworze cesarza Henryka II Świętego, a Zofia została mianowana przez niego jako opatka Essen, wydarzenie to mogło dać asumpt do wykonania krzyża. Datowanie na około 1000 rok pozwala wiązać krzyż „z wielkimi emaliami” z kształtowaniem się sztuki ottońskiej w opactwie w Essen. Wszakże krzyż ten nawiązuje do wykonanego najprawdopodobniej w Kolonii krzyża Ottona i Matyldy, ma także związek z powstałym na zlecenie cesarza Ottona III i istniejącym do 1794 roku, dziś znanym ze źródeł, relikwiarzem świętego Marsusa, galijskiego misjonarza i męczennika. Krzyż emaliowany i relikwiarz mogły powstać w trewirskim warsztacie złotniczym związanym z arcybiskupem Egbertem, po jego śmierci w 993 roku złotnicy prawdopodobnie zostali zatrudnieni w Essen.
Krzyż z wielkimi emaliami tworzy unikatowy zbiór ottońskich krzyży procesyjnych wykonanych dla dawnego opactwa w Essen, których typ nawiązuje do tradycji crucis gemmatae – pozłacanych krzyży ozdobionych kamieniami szlachetnymi. Cechą wspólną tych czterech dzieł są liczne plakietki z emaliami zdobiące oprócz kamieni szlachetnych, pereł i gemm przednie strony. Za najstarsze dzieło uważany jest datowany na 983 rok Krzyż Ottona i Matyldy z dużą emalią przedstawiającą parę fundatorów trzymających krzyż. Dzieło to wykonano najprawdopodobniej w warsztacie kolońskim. Kolejnym chronologicznie jest krzyż z wielkimi emaliami. Trzecim chronologicznie dziełem jest Krzyż opatki Teofano, ozdobiony m.in. kilkunastoma plakietkami z emaliowanymi motywami zoomorficznymi i przedstawieniami aniołów. Ostatni z nich Krzyż Matyldy zw. Młodszym jest ideową kopią najstarszego z tej grupy dzieł, w dolnej części znajduje się duża plakietka z emaliowanym wizerunkiem ksieni. Niewielkie plakietki z emaliowanymi kwiatami tworzą bordiurę krzyża.